# Berberys koreański
Berberys koreański (Berberis koreana) – gatunek rośliny należący do rodziny berberysowatych. Pochodzi z Półwyspu Koreańskiego, do Polski został sprowadzony w 1928 i znajduje się w kolekcji niektórych ogrodów botanicznych, bywa też uprawiany jako roślina ozdobna, ale rzadko.

## Morfologia
PokrójKrzew o wysokości do 2 m. Rozrasta się poprzez odrosty korzeniowe.
ŁodygaWyprostowane, ale przewieszające się pod ciężarem owoców pędy. Pokryte są one różnokształtnymi cierniami. U nasady długich jednorocznych pędów są one liściokształtne, wyżej kłujące, w środku pędów trójdzielne, na szczytach pojedyncze.
LiścieEliptyczne lub odwrotnie jajowate, sztywne i skórzaste o zaokrąglonych wierzchołkach i delikatnie piłkowanych brzegach. Mają długość 7–9 cm. Jesienią przebarwiają się na czerwono.
KwiatyŻółte i silnie pachnące, zebrane w grona o długości do 8 cm. Kwitnie od maja do czerwca.
OwocKuliste, jaskrawoczerwone o średnicy do 8 mm. Są to największe owoce wśród wszystkich uprawianych gatunków berberysu.

## Uprawa
Dobrze prezentuje się jako pojedynczy krzew na trawniku, nadaje się na cierniste żywopłoty. Dobrze znosi przycinanie. Głównym jego walorem ozdobnym są jaskrawoczerwone owoce, ładnie też komponuje się z innymi roślinami w okresie kwitnienia i jesienią, gdy jego liście przebarwiają się na jaskrawoczerwony kolor. Jest mrozoodporny, dobrze znosi zanieczyszczenia i suszę, z tego względu może być używany do tworzenia zieleni miejskiej. Jest też odporny na rdzę źdźbłową. Nie ma specjalnych wymagań co do gleby. Rozmnaża się go poprzez nasiona, albo półzdrewniałe sadzonki pobierane z krzewu we wrześniu, lub zdrewniałe w październiku-listopadzie.